# Föreningen Ekonomerna vid Stockholms universitet
Föreningen Ekonomerna vid Stockholms universitet, även känt som F.E.ST., grundades 1965 och är sedan 2022 en studentkår vid Stockholms universitet. Föreningen Ekonomerna har kårstatus över Företagsekonomiska institutionen. Föreningen är uppbyggd av ett flertal utskott med olika verksamhetsområden som ger de aktiva möjligheten att tillämpa de teorier man lär sig under utbildningen i praktiken. Föreningen Ekonomerna byggs upp av ca 2100 medlemmar varav ett hundratal är aktiva och verkar ideellt för att uppnå föreningens mål. 
Föreningen Ekonomerna jobbar starkt med externa kontakter, både inom näringslivet och studentlivet och ingår i nätverket U9. Föreningen Ekonomerna är även medlemmar i SSCO.  Föreningen är även vänförening med Handelshögskolans i Göteborg studentkår HHGS, Svenska Handelshögskolan i Finland Hanken och Handelshögskolan i Bergen. 
Föreningen Ekonomerna håller till i "Fest Quarters" på Campus Albano (hus 1) i Stockholm. 

## Utskott
- Näringslivsutskottet (NU)/The Business Committee (BC)

Näringslivsutskottet arbetar med att hitta nya sponsorer till föreningen samt anordna events med de befintliga sponsorerna, bjuda in intressanta gästföreläsare och över lag öka samarbetet mellan Föreningen Ekonomerna och näringslivet.
- Marknadsföringsutskottet (MU)/The Marketing Committee (MC)

- Internationella utskottet (IU)/The International Committee (IC)

Internationella utskottet verkar först och främst för att skapa och bevara kontakter med andra universitet och företag ute i världen. Ett av IU:s huvudsakliga mål är att hjälpa studenterna på företagsekonomiska institutionen få chans till studier, praktik och/eller traineetjänst utomlands. 
IU arrangerar även Internationella Dagarna och Internationella fadderiet
- Programutskottet (PrU)/The Social Committee

Programutskottet anordnar pubar och sittningar för studenter. Det huvudsakliga målet är att studenterna ska ges tillfälle att umgås utöver studierna och på så vis få möjlighet att knyta nya kontakter och vänner under mer avslappnade former.
- Börsrummet/The Finance Society
- Eventutskottet (EU)/The Event Committee (EC)
- Idrottsutskottet (IdU)/The Sports Committee (Sports)
- Tech-utskottet (Tech)/The Tech-Committee (TC)
- Utbildningsutskottet (UU)/The Education Committee (EC)

## Presidium
| Verksamhetsår | Ordförande                  |  | Vice ordförande |
| ------------- | --------------------------- |  | --------------- |
| 2024/2025     | Magdalena Zadroga           |  | Sophie Seppälä  |
| 2023/2024     | Sofia Hådén                 |  | David Bladström |
| 2022/2023     | Florence Cummings           |  | Daniel Genborn  |
| 2021/2022     | Maja Lundberg/Simon Shafiee |  | Beatrice Barna  |
| 2020/2021     | Frida Sjöberg               |  | Karin Asp       |
| 2019/2020     | Alexander Riese             |  | Frida Johansson |
| 2018/2019     | Emma Axelsson               |  | Emilia Ishak    |

## Tidigare medlemmar
- Urban Bäckström - VD, Svenskt Näringsliv
- Fredrik Reinfeldt - Sveriges statsminister
- Annika Falkengren - VD, SEB
- Johan Stael von Holstein - Svensk IT-profil